# Anna Dostojewska
Anna Dostojewska z domu Snitkina (ros. Анна Григорьевна Достоевская; ur. 31 sierpnia?/12 września 1846 w Petersburgu, zm. 27 maja?/9 czerwca 1918 w Jałcie) – rosyjska stenografka i pamiętnikarka, żona Fiodora Dostojewskiego.

## Biografia
Anna Dostojewska po ukończeniu z wyróżnieniem Akademickiej szkoły średniej, w celu dalszego samodzielnego utrzymania, podjęła się kursu stenografii. Za poleceniem profesora zyskała, bardzo fortunnie, zatrudnienie u znanego już wtedy pisarza Fiodora Dostojewskiego, podczas jego pracy nad powieścią „Gracz”. Miesiąc później Dostojewski, wówczas starszy od niej całe 25 lat, oświadczył się jej i para niechybnie pobrała się w 1867 roku.
Dostojewska była autorką dziennika, wydanego w Polsce w 1971 r. w tłumaczeniu Ryszarda Przybylskiego oraz wspomnień, polskie wydanie w tłumaczeniu Zbigniewa Podgórca w 1974 roku.
Dostojewski dedykował żonie powieść Bracia Karamazow.
W 1906 roku Dostojewska przekazała archiwum męża – fotografie, listy i inne przedmioty – Państwowemu Muzeum Historycznemu w Moskwie.